# Dekarbonizace (pedologie)
Dekarbonizace je půdotvorný proces, při kterém dochází k rozpouštění a vymývání uhličitanu vápenatého CaCO3. Dochází k absorpci plynného oxidu uhličitého CO2 srážkovou vodou, přitom se tvoří kyselina uhličitá H2CO3. Ta následně vytváří s uhličitanem vápenatým hydrogenuhličitan vápenatý Ca(HCO3)2, který je transportován vodou do hlubších vrstev.